# Хайнрих V фон Щернберг
Хайнрих V (IV) фон Щернберг (на немски: Heinrich V (IV) von Sternberg; * ок. 1330; † сл. 1385) е последният граф на Щернберг.
Той е син на граф Хайнрих IV (III) фон Щернберг (ок. 1310 – 1318/1346) и съпругата му Хедвиг фон Дипхолц, дъщеря на Рудолф III фон Дипхолц и Юта фон Олденбург. Внук е на граф Хайнрих III (II) фон Щернберг.
Брат е на Симон II, епископ на Падерборн (1380 – 1389) и на Аделхайд, абатиса на Фишбек (1373 – 1387).
През 1377 г. Хайнрих V фон Щернберг, продава собствеността на гафовете на Шаумбург.

## Фамилия
Хайнрих V се жени за Аделхайд фон Холщайн-Шаумбург, дъщеря на граф Адолф VII фон Шаумбург († 1354) и Хайлвиг фон Липе († 1369), дъщеря на Симон I фон Липе и Аделхайд фон Валдек. Те имат две деца:
- Йохан (1383 – 1402), граф на Щернберг
- Адолф (fl 1357)